# Marco Cláudio Marcelo (cônsul em 196 a.C.)
Marco Cláudio Marcelo (m. 177 a.C.; em latim: Marcus Claudius Marcellus) foi um político da gente Cláudia da República Romana eleito cônsul em 196 a.C. com Lúcio Fúrio Purpúreo. Era filho do estadista  Marco Cláudio Marcelo, cinco vezes cônsul, e pai de Marco Cláudio Marcelo, cônsul em 166 a.C.. Marco Cláudio Marcelo, cônsul em 183 a.C., era seu irmão ou seu filho.

## Primeiros anos
Marcelo foi citado pela primeira vez na obra de Lívio quando seu pai, na época um edil curul, fez uma denúncia ao Senado contra seu colega, Escantínio Capitolino, por ter tido "contados impróprios" com seu jovem e belo filho. O jovem Marcelo convenceu o Senado da culpa dele e seu pai recebeu uma compensação em artigo de prata, prontamente doados ao templo. Deste episódio é possível deduzir que Marcelo tinha pelo menos sete anos de idade (provavelmente treze) na época do evento (por volta de 226 a.C.). O episódio emprestaria seu nome mais tarde a uma lei, a Lex Scantinia, promulgada em 149 a.C..

### Segunda Guerra Púnica
Participou da Segunda Guerra Púnca com seu pai em várias campanhas militares, incluindo a famosa batalha de Siracusa e foi um legado militar sob o comando do pai. Acabou ferido em 208 a.C., quando os dois cônsules, seu pai e Tito Quíncio Peno Capitolino Crispino,  caíram em uma emboscada que tirou a vida de seu pai. Apesar do grave ferimento, Crispino, que morreria logo depois, o encarregou de levar o antigo exército de seu pai até Venúsia.
Quando voltou a Roma, recebeu de Aníbal as cinzas de seu pai e, com elas, realizou um funeral.
Em 205 a.C., dedicou o Templo da Virtude, perto da Porta Capena, que havia sido jurado por seu pai, mas que ainda estava em construção quando ele morreu. No ano seguinte, foi tribuno da plebe e, na função, recebeu a missão de acompanhar o pretor Marco Pompônio Matão em sua investigação de sacrilégio em Locri contra Cipião, o Africano e seu lugar-tenente, Plemínio.

## Período intermediário (205–198 a.C.)
Quatro anos mais tarde, em 200 a.C., foi edil curul com Sexto Élio Peto Cato, e os dois foram reconhecidos pelo brilhante trabalho pela quantidade de cereais que importaram, pagando preços baixos, da África, assim como pela magnificência dos Jogos que celebraram.
Em 198 a.C., foi eleito pretor e recebeu a Sicília como província, à frente de uma força com 4 000 soldados e 300 cavaleiros, mas seus serviços se limitaram a enviar reforços aos exércitos que lutavam a Segunda Guerra Macedônica contra Filipe V da Macedônia.

## Consulado (196 a.C.)
Foi eleito cônsul em 196 a.C. com Lúcio Fúrio Purpúreo. Seu objetivo principal era conseguir renovar ou retomar a guerra contra a Macedônia, que havia sido pausada por Tito Quíncio Flaminino, mas acabou frustrado pelo povo romano, que ratificou a paz firmada por Flaminino com Filipe V da Macedônia. Marcelo viu-se obrigado a conduzer a guerra na Gália Cisalpina.
Foi primeiro derrotado pelos boios, mas a vergonha foi rapidamente recompensada com uma brilhante vitória contra os ínsubres e a conquista da cidade de Comum. Além disto, com Purpúreo, conseguiu mais vitórias contra os boios e lígures e, quando regressou a Roma, por unanimidade, foi honrado com um triunfo.

## Anos finais
Ainda em 196 a.C., foi nomeado pontífice no lugar de Caio Semprônio Tuditano. Em 193 a.C., serviu novamente na Gália Cisalpina como um dos legados do cônsul Lúcio Cornélio Mérula, participando da vitória sobre os boios. Depois, foi eleito censor com Tito Quíncio Flaminino em 189 a.C.. Seu mandato foi marco pela admissão das gentes Fórmia, Fúndia e Arpínia como cidadãos plenos.
Em 184 a.C., liderou a comissão que tratou do processo contra Cipião Africano e seu irmão, Cipião Asiático. O primeiro foi exonerado, mas o segundo, condenado a pagar uma multa, não quis pagá-la e ficou a ponto de ser preso. Foi o fim da carreira de ambos. A partir daí, não há mais citações sobre ele até sua morte, em 177 a.C.